# Istocheta melliculus
Istocheta melliculus är en tvåvingeart som beskrevs av Richter 1995. Istocheta melliculus ingår i släktet Istocheta och familjen parasitflugor.
Artens utbredningsområde är Kazakstan. Inga underarter finns listade i Catalogue of Life.